# Ormbunksskinn
Ormbunksskinn (Phlebiella gaspesica) är en svampart som först beskrevs av Liberta, och fick sitt nu gällande namn av K.H. Larss. & Hjortstam 1987. Phlebiella gaspesica ingår i släktet Phlebiella, ordningen Polyporales, klassen Agaricomycetes, divisionen basidiesvampar och riket svampar.   Inga underarter finns listade i Catalogue of Life.
I den svenska databasen Dyntaxa används istället namnet Aphanobasidium gaspesicum för samma taxon.  Arten är reproducerande i Sverige.